# Cornelius + Cretu
Cornelius + Cretu es un álbum de Michael Cretu y el cantante austríaco Peter Cornelius publicado en 1992. Está cantado íntegramente en alemán. El álbum fue producido por Michael Cretu y editado por el sello discográfico EastWest.

## Relación artística
La relación artística entre Michael Cretu y Peter Cornelius se originó en el año 1979, cuando el primero estaba trabajando como arreglista y productor en el estudio de grabación alemán de Europasound-Studios, en Friedrichsdorf, cerca de Fráncfort del Meno. Peter Cornelius (nacido el 29 de enero de 1951 en Viena, Austria) ya había publicado varios discos de éxito en su tierra natal. Pero su verdadera popularidad le llegó en Alemania con el álbum Der Kaffee ist fertig... (1980), primer disco producido para él por el músico de origen rumano Michael Cretu. 
Desde entonces, fueron varios los álbumes producidos por Michael Cretu para Peter Cornelius: Zwei (1980), Reif für die Insel (1981) —n.º 3 en Austria—, Ohne Filter (1982), Streicheleinheiten (recopilatorio, 1982) y Fata Morgana (1983). De ellos, se sacarían sencillos de éxito como «Du entschuldige – i kenn' di» —n.º 1 en Austria y n.º 2 en Suiza— o «Reif für die Insel» —n.º 4 en Austria—.
El cantante austriaco colaboró también a su vez en posteriores discos de Michael Cretu y en los de la artista Sandra, futura esposa de Cretu, y a la que éste producía. Lo haría en calidad de músico e incluso de compositor. Los discos en los que aparecía Cornelius eran: Die chinesische Mauer (en el tema «Schwarzer Engel»), de Michael Cretu; Ten on One (The Singles), Everlasting Love, Close to Seven y el sencillo «Johnny Wanna Live», de la cantante Sandra.  
Después de nueve años de haber sido producido por Michael Cretu, este y Peter Cornelius volverían a colaborar juntos, esta vez en un álbum conjunto titulado Cornelius + Cretu. Después de este trabajo, aún colaboraría Cornelius en dos álbumes del proyecto musical Enigma, creado por Michael Cretu: The Cross of Changes (en el solo de guitarra eléctrica de «I Love You... I'll Kill You») y Le Roi Est Mort, Vive Le Roi! (a la guitarra en «The Child in Us»).

## Lista de canciones deCornelius + Cretu
- Las canciones siguen el binomio compositivo de (Música/Letra)

1. «Nur die Hoffnung nicht» (Cretu/Cornelius, Cretu) — 4:10
2. «Nichts ist vollkommen, nicht mal das Glück» (Cretu/Cornelius, Cretu) — 4:05
3. «Rettungsringe sterben aus» (Cretu/Cornelius) — 4:33
4. «Alcatraz» (Cretu, Cornelius/Cornelius, Cretu) — 3:25
5. «Droge Liebe» (Cornelius/Cornelius, Cretu) — 4:14
6. «Die Seele hat Nachtschicht» (Cretu/Cornelius) — 3:27
7. «Zeitmaschine» (Cretu/Cornelius) — 3:40
8. «Jetzt oder nie» (Cretu, Cornelius/Cornelius) — 4:07
9. «Schiffe versenken» (Cretu/Cornelius, Cretu) — 4:26
10. «Ins Gedächtnis tätowiert» (Cretu, Cornelius/Cornelius) — 4:06

## Sencillos
- CD, sencillo (1992)

1. «Rettungsringe sterben aus» – 3:52 (Radio Edit)
2. «Alcatraz» – 3:25
3. «Jetzt oder nie» – 4:07

- CD, sencillo (1993)

1. «Nur die Hoffnung nicht» – 3:55
2. «Die Seele hat Nachtschicht» – 3:27
3. «Ins Gedächtnis tätowiert» – 4:06